# 비행사

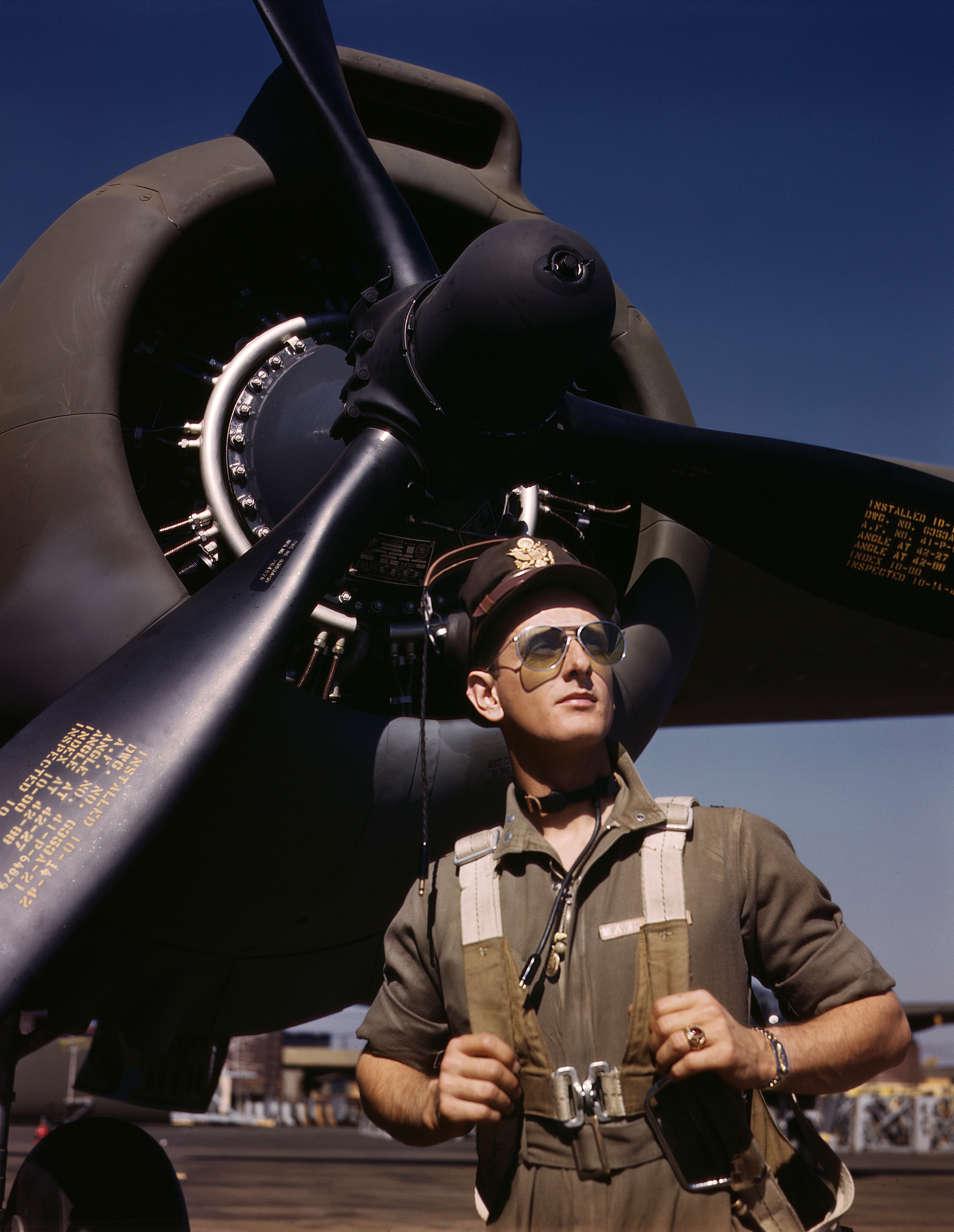
1942년, A-20 폭격기 앞에 서 있는 미 육군 항공대의 조종사 마이크 헌터(Mike Hunter) 중위의 모습

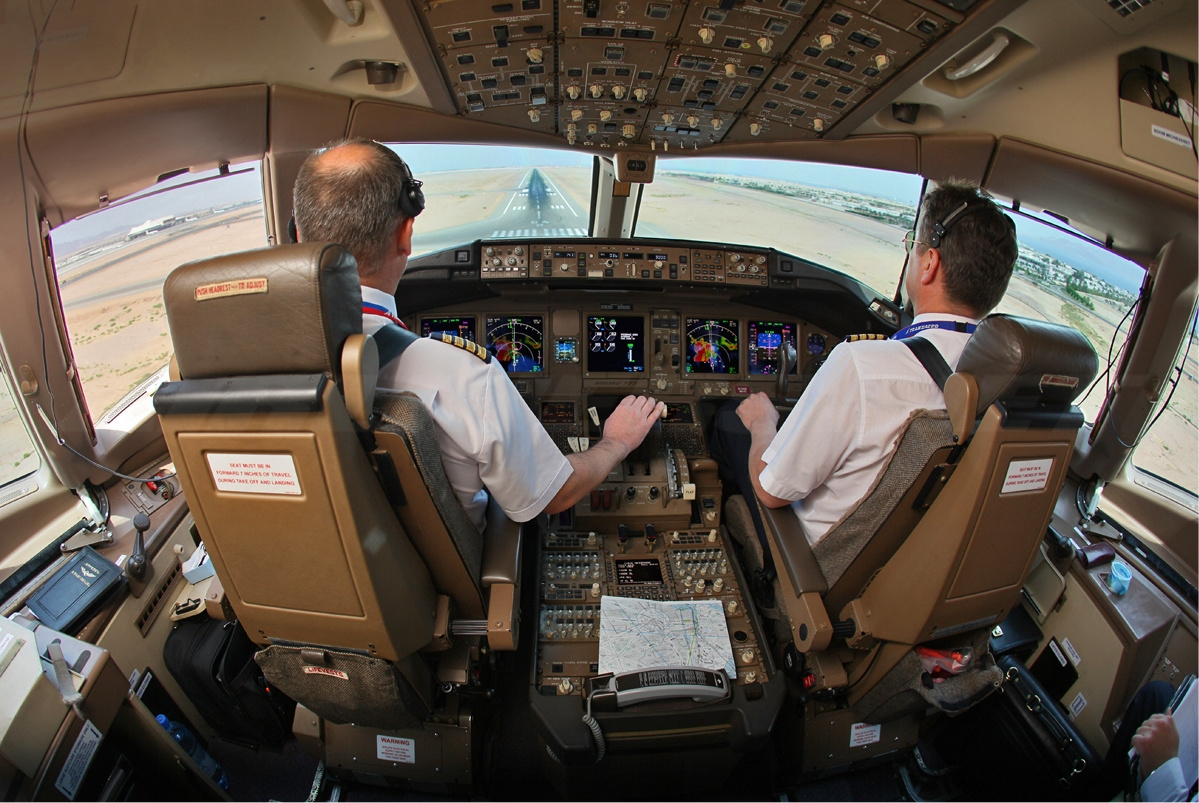
공항에 착륙을 시도하고 있는 보잉 777의 조종사들

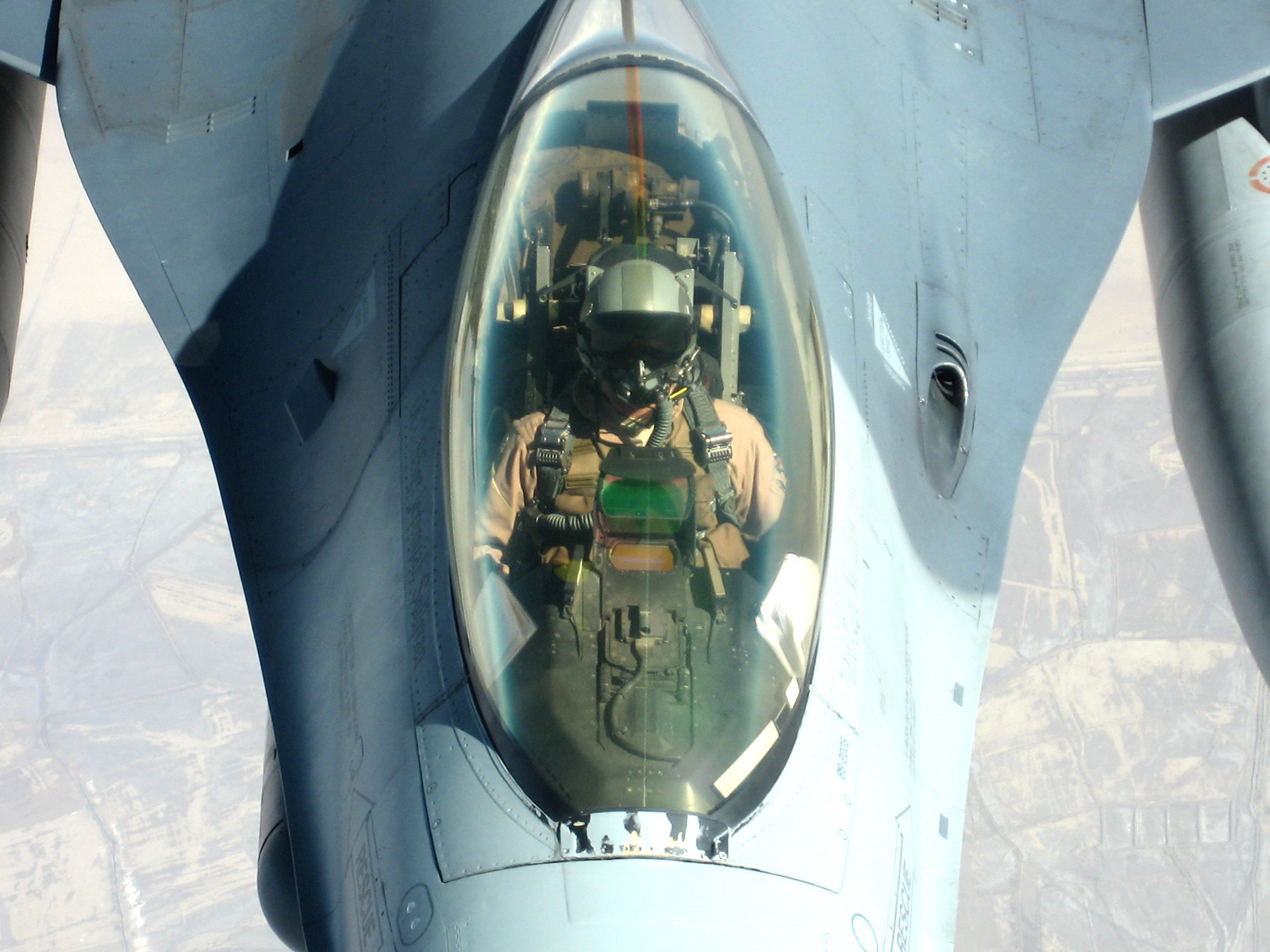
비행 중인 미 공군 F-16 전투기 조종사의 모습

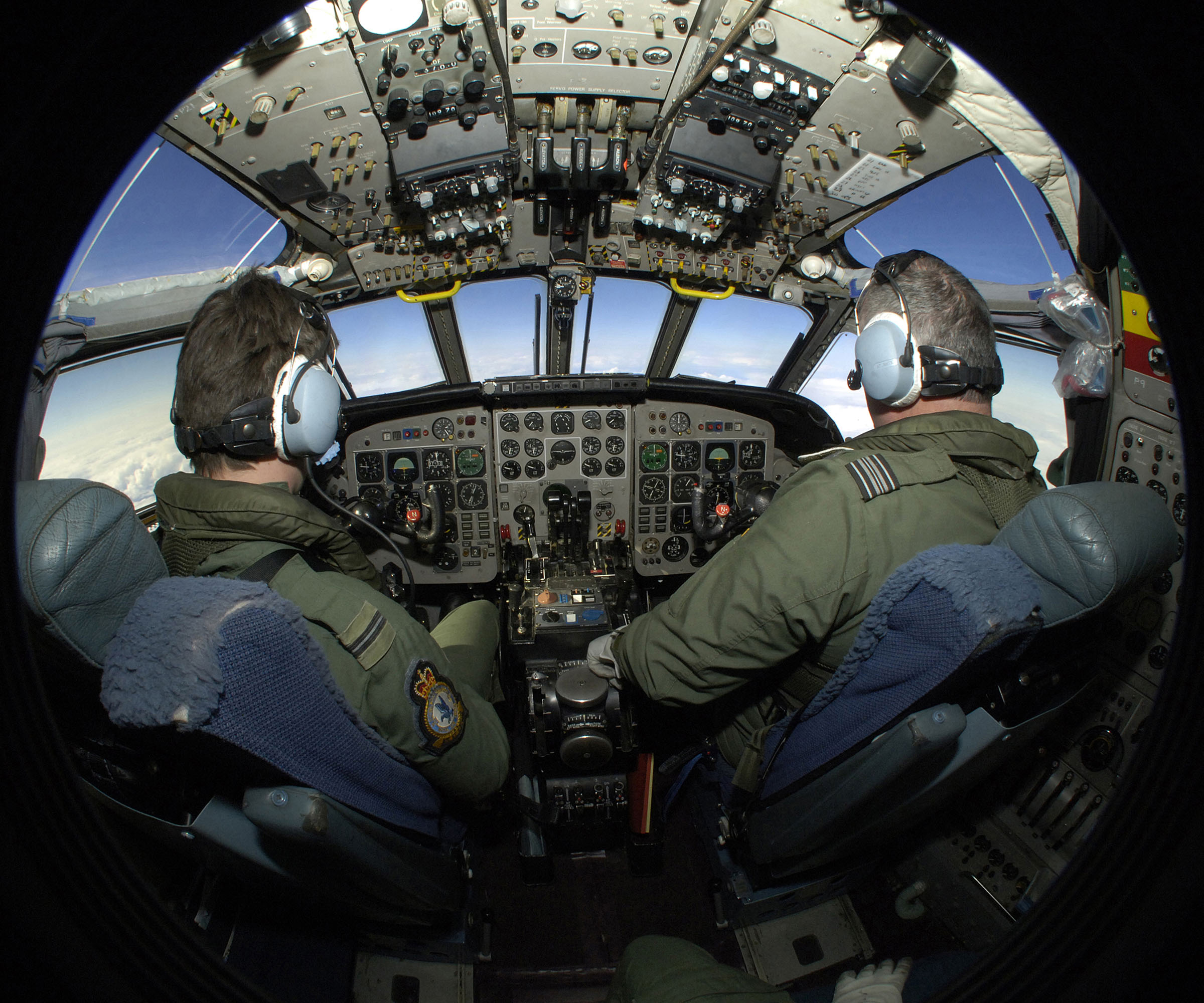
훈련 비행 중인 영국 공군의 조종사들

비행사(飛行士), 조종사(操縱士) 또는 파일럿(영어: aircraft pilot 또는 aviator)은 비행기나 우주선 등을 조종하는 사람이다. 즉, 비행 조종 시스템을 조작하여 항공기를 조종하는 사람이다.
항공기를 아무리 많이 생산하더라도, 그를 조종할 조종사가 없다면 항공기는 그저 빛 좋은 개살구에 불과할 뿐이다. 따라서 우수한 조종사 인력을 양성하고 이를 손실 없이 보전하는 일도 항공기를 많이 생산하는 일 못지않게 매우 중요하다.
조종사는 그 특성상 양성과 교육이 어렵고 숙련되기까지 오랜 시간이 필요하며, 정식 군용기 조종사 한 명을 제대로 양성하려면 수년의 시간과 한화 수억 원 이상의 고가의 비용이 소요된다. 따라서 숙련된 조종사는 대부분의 국가에서 고급 인력으로 대우받으며, 대한민국 공군의 제6탐색구조비행전대와 같이 일부 국가에서는 추락한 조종사를 전문적으로 구조하는 전담 부대를 별도로 운용하기도 한다. 또한 군용기를 개발·생산하는 국가들은 군용기가 비행 중 추락하더라도 조종사의 생존성을 최대한 확보할 수 있도록 관련 기술 연구 개발에 힘을 쏟고 있다. 그 예로 대한민국 공군에서는 10번 가량의 KF-16 추락사고가 있었지만 2번을 제외하고 모두 조종사가 탈출에 성공하여 생존하였다.